# Циммерман, Артур
Артур Циммерман (нем. Arthur Zimmermann; 5 октября 1864, Маргграбова — 6 июня 1940, Берлин) — немецкий дипломат и государственный деятель, статс-секретарь иностранных дел (министр иностранных дел) Германии (1916—1917). Автор депеши, послужившей одним из поводов для вовлечения США в Первую мировую войну.

## Биография
Сын коммерсанта, по окончании гимназии Кнайфёфше в Кёнигсберге изучал юриспруденцию в Кёнигсбергском и Лейпцигском университетах. В 1892 году был принят на службу судебным асессором земельного суда Кёнигсберга. Являлся членом студенческих: Корпуса Мазовии (1884) и корпуса Corps Lusatia Leipzig (1885).
В 1892 году стал помощником в окружном суде Кенигсберга, затем перешёл на консульскую службу и в должности вице-консула в Шанхае, Гуанчжоу и Тяньцзине проявил себя во время Восстания боксёров, за что был награждён орденом Красного орла 4-го класса.
В 1902 году стал советником в министерстве иностранных дел, 1903 году — действительным советником в юридическом отделе германского МИД, затем — в политическом департаменте. В 1910 году был назначен директором политического отдела, а через год — заместителем статс-секретаря министерства.
В 1913—1916 годах служил в министерстве иностранных дел под началом Готлиба фон Ягова, сменив его на посту статс-секретаря 22 ноября 1916 года. Стал первым министром на этой должности, не имеющим аристократического происхождения. В июле 1914 года принимал участие в решении поддержать Австро-Венгрию в войне против Королевства Сербия в ходе так называемой «Миссии Ойоса». На посту главы МИД считался сторонником Высшего командования армии. Предлагал странам Антанты заключить мирное соглашение, что они отвергли.
В марте 1917 года из-за ухудшения ситуации на восточном фронте он предложил план нормализации отношений с Россией. Взаимный вывод войск из оккупированных районов, мирное соглашение по Польше, Литве и Курляндии и обещание помочь России в её послевоенном восстановлении. Одновременно было принято решение о разрешении Владимиру Ленину и другим находившимся в эмиграции революционерам вернуться на поезде в Россию через Германию.
В январе 1917 года Циммерман выступил автором дипломатической депеши, в которой предлагал Мексике союзнические отношения в случае вступления США в мировую войну. Мексике была обещана поддержка Германии по вопросу возврата утраченных территорий. Депеша была перехвачена британцами и передана в США. Соединённые Штаты вступили в войну на стороне Антанты 6 апреля 1917 года. Циммерман, по неизвестным причинам публично подтвердивший подлинность документа, был снят с должности в тот же день.

## Награды и звания
Германской империи:
- Орден Красного орла 4-го класса (1899); мечи к ордену (1900, королевство Пруссия)
- Орден Красного орла 3-го класса с бантом (1907, королевство Пруссия)
- Орден Короны 2-го класса (1909); звезда к ордену (1913, королевство Пруссия)
- Орден Гражданских заслуг Баварской короны большой командорский крест (1913, королевство Бавария)
- Орден Альбрехта командорский крест (1913, королевство Саксония)
- Железный крест 2-го класса на белой ленте с чёрными полосками (1915, королевство Пруссия)
- Железный крест 1-го класса (1917, королевство Пруссия)
- Орден Красного орла 1-го класса с дубовыми листьями и мечами на кольце (1917, королевство Пруссия)
- Орден Грифона большой крест (1917, великие герцогства Мекленбург-Шверин и Мекленбург-Стрелиц)

Иностранными
- Орден Восходящего солнца (1897, Японская империя)
- Орден Меджидие 2-й степени (1905, Османская империя)
- орден Спасителя командорский крест (1906, королевство Греция)
- Орден Двойного дракона 2-й степени 2-го класса (империя Цин)
- Орден Льва и Солнца большой крест (Персия),
- Орден Печати Соломона большой офицерский крест (1908, Эфиопская империя)
- Императорский австрийский орден Франца Иосифа командорский крест со звездой (1909, Австро-Венгрия)
- Орден Звезды Румынии большой офицерский крест (1909, королевство Румыния)
- Императорский австрийский орден Франца Иосифа большой крест (1910, Австро-Венгрия)
- Орден Освободителя командорский крест со звездой (1912, Венесуэла)
- Орден Меджидие 1-й степени (1912, Османская империя)
- Орден «За гражданские заслуги» большой крест (1912, Третье Болгарское царство)
- Орден Железной короны 1-го класса (1913, Австро-Венгрия)
- Орден Короны Италии большой крест (1913, королевство Италия)
- Орден Святой Анны 1-й степени (1913, Российская империя)
- Орден Короны Румынии большой крест (1913, королевство Румыния)
- Орден Короны большой крест (1913, королевство Бельгия)
- Орден Заслуг 1-го класса (1914, Чили)
- Австрийский Императорский орден Леопольда большой крест (1917, Австро-Венгрия)
- Орден «Святой Александр» с мечами (1917, Третье Болгарское царство)
- Орден Османие 1-й степени (1917, Османская империя)
- Орден Креста Свободы 1-го класса (1918, Финляндская республика).